# おはよう!グッデイ
『おはよう!グッデイ』は、TBS系列（JNN）で、2002年4月1日から2003年3月28日まで生放送された朝の情報番組・報道番組。

## 番組概要
放送時間は月 - 金曜日の6:00 - 8:30（JST）で、第2部の7:48頃 - 8:22頃の時間帯をローカル枠として設定していた（詳細）。本番組は露木茂がフジテレビ退社後初の他局出演番組であった。
当初、TBSアナウンサーの安住紳一郎を総合司会に起用する案があったが実現せず、露木が起用される運びとなった。

## 出演者

### 総合司会
- 露木茂（元フジテレビアナウンサー）

### アシスタント
- 久保田智子（当時TBSアナウンサー）

### お天気キャスター
- 真壁京子

### 朝刊・スポーツコーナー
- 小笠原亘（TBSアナウンサー、前期まで）
- 駒田健吾（TBSアナウンサー）

### ニュースコーナー
- 岡田泰典（当時TBSアナウンサー）

### リポーター
- 石川小百合（企画・事件）
- 山下修一（企画）
- 安田佑子（企画・旅）
- 宮田めぐみ（企画）
- 前ちあき（企画・旅）
- 石山愛子（企画）
- 湶尚子（企画）
- 打上順子（企画・事件、後期から）

### VTR出演
- クリステル・チアリ（『英語で智アリ』）
- パトリック・ハーラン（『英語でパックン』）
- 安住紳一郎（TBSアナウンサー、『突撃!レシート拝見』）

## ローカル枠

### 定時番組枠（7:48頃 - 8:22頃）
本番組が始まった時期より、第2部の後半部分をローカル枠として設定し、製作意欲のある系列局が独自編成番組に差し替える手法が始まった。しかし、このローカル枠は『ウォッチ!』開始と同時に東北放送のみ行使可能な枠に転換され、その後元の形に復活するが、『みのもんたの朝ズバッ!』開始に伴い再び東北放送のみ行使可能なローカル枠に復した。
- TBC - グッデイみやぎ
- CBC - グッデイCBC
- MBS - あさやん!
- MBC - おはよう!グッデイかごしま

## オープニング
- 2002.4 - 2002.9：MISIA[注 2]「陽の当たる場所」

日付の表示時に、右上にテーマソングのクレジットがあった。
- 2002.10 - 2003.3：作曲：服部隆之

犬とタイトルロゴの表示の仕方は「陽の当たる場所」Ver.の時と同様だが、インストに露木による「おはよう!」久保田による「グッデイ」のコールが被った。

## 主なコーナー
- 快体新書（健康コーナーで、曜日ごとに内容が異なる）
  - 月・木曜日:チェック&チェック
  - 火曜日:ウソ&ホント、メカニズム
  - 水曜日：レシピ&まとめ
  - 金曜日:予防･最新検査法
- 英語で智アリ
- 曜日特集（木曜日は行わない）
  - 月曜日:突撃!レシート拝見
  - 火曜日:スチュワーデスセレクション知ってたつもり?
  - 水曜日:いまどき日本語力
  - 金曜日:グッデイトラベル

## スタッフ
- ナレーター：服部潤、夕城千佳、中井和哉、遊佐浩二、平辻朝子、関口伸、田中秀幸